# マルティン・ヴチッチ
マルティン・ヴチッチ（マケドニア語:Мартин Вучиќ / Martin Vučiḱ、セルビア語:Мартин Вучић / Martin Vučić、1982年8月7日 - ）は、マケドニア共和国のポップ歌手。ユーゴスラビア社会主義連邦共和国・マケドニア社会主義共和国のスコピエ（現・マケドニア共和国）出身。マケドニア出身のセルビア人ミュージシャンであるドラガン・ヴチッチ（Dragan Vučić）の息子。

## 来歴
マルティン・ヴチッチはスコピエで初等教育を受け、子供のころから音楽への興味を示していた。ヴチッチは3歳でドラムを演奏し始め、7歳から各種の子供音楽祭に参加しはじめた。キエフで行われたユーロビジョン・ソング・コンテスト2005にマケドニア共和国代表として参加し、「Make My Day」を歌って17位となった。オフリド・フェストでは「Rano mi e da se vrzam」を歌い第2位となった。この曲はマケドニア共和国の「2002年の最も人気の曲」に選ばれた。マク・フェスト（Mak fest）では「Harem」を歌い、演出賞を受けた。ヴチッチは2004年の「今年の歌手」「今年のデュエット曲」に選ばれた。ヴチッチはトルコで人気の音楽番組に招かれた。トルコではヴチッチは、「マケドニアのタルカン」として知られる。ヴチッチはシティ・レコーズのexclusive starに選ばれ続けている。
2008年までにマルティン・ヴチッチは、『Rano Mi E Da Se Vrzam』（縛られるのはまだ早すぎる）と『Muza』（ミューズ ）の2枚のアルバムを発売した。2枚目のアルバムのタイトル曲「Muza」はマケドニアの大物スター・トシェ・プロエスキの作曲で、このほかにもアルバムにはクロアチアの歌手ダニイェラ・マルティノヴィッチ（Danijela Martinović）とのデュエット曲も収録されている。ヴチッチはまた、「Muza」のセルビア語版「Put Do Istine」も制作した。ユーロビジョン・ソング・コンテスト2006では、ヴチッチはマケドニア共和国からの電話投票を読み上げる役を担当し、ギリシャ語で「Maria Me Ta Kitrina」を歌った。この年の末には、ヴチッチはスンチャネ・スカレ（Sunčane Skale）フェスティバルで、ゴラン・カラン（Goran Karan）とのデュエット曲「Tise Kucaj Srce Moje」を歌い、次点につけた。
メディア上では、マルティン・ヴチッチは、ヴチッチの曲「Muza」を作曲したトシェ・プロエスキや、タマラ・トデフスカの仲の良い有人として知られている。ヴチッチはシティ・レコーズと契約し、セルビアのベオグラードに住んでいる。
2008年8月2日、マルティン・ヴチッチは、祖父のパツェ・アタナソフスキ（Pece Atanasovski）が作曲した、伝統舞踊（オラ）の楽器によるインストルメンタル・アルバムを発売した。

## ディスコグラフィー

### アルバム
- Rano e da se vrzam/Rano mi je da se vezem
- Muza
- Makedonski zvuci

### シングル
- 2005年: "Make My Day"
- 2006年: "Tise kucaj srce moje"
- 2007年: "Biber i čokolada"